# ATC D01 – Gombás fertőzések elleni bőrgyógyászati szerek
Az ATC D01 – Gombás fertőzések elleni bőrgyógyászati szerek a gyógyszerek anatómiai, gyógyászati és kémiai osztályozási rendszerének (ATC) egyik alcsoportja.
| ATC D   | Bőrgyógyászati készítmények                                              |
| ------- | ------------------------------------------------------------------------ |
| ATC D01 | Gombás fertőzések elleni bőrgyógyászati szerek                           |
| ATC D02 | Bőrlágyító- és védőanyagok                                               |
| ATC D03 | Sebek és fekélyek kezelésére használt készítmények                       |
| ATC D04 | Viszketés elleni szerek, beleértve: antihisztaminok, érzéstelenítők stb. |
| ATC D05 | Pszoriázis elleni szerek                                                 |
| ATC D06 | Antibiotikumok és kemoterapeutikumok bőrgyógyászati használatra          |
| ATC D07 | Kortikoszteroidok, bőrgyógyászati készítmények                           |
| ATC D08 | Antiszeptikumok és fertőtlenítők                                         |
| ATC D09 | Gyógyászati kötszerek                                                    |
| ATC D10 | Acne elleni készítmények                                                 |
| ATC D11 | Egyéb bőrgyógyászati készítmények                                        |

## D01A – Gombás fertőzések elleni helyi készítmények

### D01AA – Antibiotikumok
| ATC     | Magyar       | INN          | Gyógyszerkönyv |
| ------- | ------------ | ------------ | -------------- |
| D01AA01 | Nisztatin    | Nystatin     | Nystatinum     |
| D01AA02 | Natamicin    | Natamycin    |                |
| D01AA03 | Hakimicin    | Hachimycin   |                |
| D01AA04 | Pecilocin    | Pecilocin    |                |
| D01AA06 | Mepartricin  | Mepartricin  |                |
| D01AA07 | Pirrolnitrin | Pyrrolnitrin |                |
| D01AA08 | Grizeofulvin | Grizeofulvin | Griseofulvinum |
| D01AA20 | Keverékek    | Keverékek    |                |

### D01AC – Imidazol és triazol származékok
| ATC     | Magyar                  | INN                     | Gyógyszerkönyv              |
| ------- | ----------------------- | ----------------------- | --------------------------- |
| D01AC01 | Klotrimazol             | Clotrimazole            | Clotrimazolum               |
| D01AC02 | Mikonazol               | Miconazole              |                             |
| D01AC03 | Ekonazol                | Econazole               | Econazolum Econazoli nitras |
| D01AC04 | Klomidazol              | Chlormidazole           |                             |
| D01AC05 | Izokonazol              | Isoconazole             |                             |
| D01AC06 | Tiabendazol             | Tiabendazole            |                             |
| D01AC07 | Tiokonazol              | Tioconazole             |                             |
| D01AC08 | Ketokonazol             | Ketoconazole            | Ketoconazolum               |
| D01AC09 | Szulkonazol             | Sulconazole             |                             |
| D01AC10 | Bifonazol               | Bifonazole              |                             |
| D01AC11 | Oxikonazol              | Oxiconazole             |                             |
| D01AC12 | Fentikonazol            | Fenticonazole           |                             |
| D01AC13 | Omokonazol              | Omoconazole             |                             |
| D01AC14 | Szertakonazol           | Sertaconazole           |                             |
| D01AC15 | Flukonazol              | Fluconazole             |                             |
| D01AC16 | Flutrimazol             | Flutrimazole            |                             |
| D01AC20 | Kombinációk             | Kombinációk             |                             |
| D01AC52 | Mikonazol kombinációban | Mikonazol kombinációban |                             |
| D01AC60 | Bifonazol kombinációban | Bifonazol kombinációban |                             |

### D01AE – Gombás fertőzések elleni egyéb helyi készítmények
| ATC     | Magyar                     | INN                        | Gyógyszerkönyv                   |
| ------- | -------------------------- | -------------------------- | -------------------------------- |
| D01AE01 | Bromokloroszalicilanilid   | Bromochlorosalicylanilide  |                                  |
| D01AE02 | Metilrozanilin             | Methylrosaniline           |                                  |
| D01AE03 | Tribromometakrezol         | Tribromometacresol         |                                  |
| D01AE04 | Undecilénsav               | Undecylenic acid           |                                  |
| D01AE05 | Polinoxilin                | Polynoxylin                |                                  |
| D01AE06 | 2-(4-klorfenoxi)-etanol    | 2-(4-Chlorphenoxy)-ethanol |                                  |
| D01AE07 | Klorfenezin                | Chlorphenesin              |                                  |
| D01AE08 | Tiklaton                   | Ticlatone                  |                                  |
| D01AE09 | Szulbentin                 | Sulbentine                 |                                  |
| D01AE10 | Etil hidroxibenzoát        | Ethyl hydroxybenzoate      |                                  |
| D01AE11 | Haloprogin                 | Haloprogin                 |                                  |
| D01AE12 | Szalicilsav                | Salicylic acid             | Acidum salicylicum               |
| D01AE13 | Szelén-szulfid             | Selenium sulfide           |                                  |
| D01AE14 | Ciklopirox                 | Ciclopirox                 | Ciclopiroxum Ciclopirox olaminum |
| D01AE15 | Terbinafin                 | Terbinafine                |                                  |
| D01AE16 | Amorolfin                  | Amorolfine                 |                                  |
| D01AE17 | Dimazol                    | Dimazole                   |                                  |
| D01AE18 | Tolnaftát                  | Tolnaftate                 |                                  |
| D01AE19 | Tolciklát                  | Tolciclate                 |                                  |
| D01AE20 | Kombinációk                | Kombinációk                |                                  |
| D01AE21 | Flucitozin                 | Flucytosine                |                                  |
| D01AE22 | Naftifin                   | Naftifine                  |                                  |
| D01AE23 | Butenafin                  | Butenafine                 |                                  |
| D01AE54 | Undecilénsav kombinációban | Undecilénsav kombinációban |                                  |

## D01B Gombás fertőzések elleni szisztémás készítmények

### D01BA Gombás fertőzések elleni szisztémás készítmények
| ATC     | Magyar       | INN          | Gyógyszerkönyv |
| ------- | ------------ | ------------ | -------------- |
| D01BA01 | Grizeofulvin | Griseofulvin |                |
| D01BA02 | Terbinafin   | Terbinafine  |                |